# 影響汎関数
影響汎関数（えいきょうはんかんすう、英: the Influence Functional）とは、波動関数の時間発展を記述するプロパゲーターに環境効果を含めたもの。ノーベル賞物理学者のリチャード・P・ファインマンと、その学生であったバーノンが、外部環境（熱浴:reservoir）に曝された対象系を量子力学的に記述する為に考え出した（1963年頃）。ファインマン-バーノンの影響汎関数(the Feynman-Vernon's Influence Functional)。

## 概要
まず、対象系と熱浴をまとめて一つの閉鎖量子系だと見なし、そのまま量子力学的に取り扱う。全系の確率密度関数に対するプロパゲーターを経路積分形式で求め、そののち熱浴の自由度で積分（縮約）すると我々の興味のある自由度、つまり対象系のみに関する実質的(effective)なプロパゲーターが求まる。その環境効果を取り入れたプロパゲーターを影響汎関数と呼び、それを用いた手法を影響汎関数法と呼ぶ。
ここで用いた対象系と熱浴をまとめて量子化する手法は「系＋熱浴アプローチ」などと呼ばれ、当時、開放系を量子力学で扱う為に認められた数少ない手法であった。